# Megachile sericans
Megachile sericans är en biart som beskrevs av Etienne Laurent Joseph Hippolyte Boyer de Fonscolombe 1852. Megachile sericans ingår i släktet tapetserarbin, och familjen buksamlarbin. Inga underarter finns listade i Catalogue of Life.